# XM301
Гармата XM301 була роторною гарматою з зовнішнім приводом, з трьома стволами калібру 20 мм створена за схемою Гатлінга компанією General Dynamics для армії США. Розроблена для встановлення на стелс-вертольоті RAH-66 Comanche, це найлегша 20 мм гармата за схемою Гатлінга у світі.
Ціллю розробки була універсальна і точна легка гармата, що могла б служити як для повітряних боїв, так і для атакування наземних цілей. Розробку та виробництво XM301 було відмінено у 2004 разом із закриттям програми RAH-66.

## Опис
XM301 легка, триствольна версія гармати M61 Vulcan. Має зовнішній привід, на основі такої ж системи передачі енергії як і Vulcan.  Гармата використовує боєприпаси M50 та серії PGU, що і Vulcan, а також нові легші X1031/1032 боєприпаси у алюмінієвій гільзі для стрільби з темпом 750 або 1500 пострілів за хвилину. Розроблена для встановлення на бойові вертольоти XM301 має дисперсію у 2,2 мілірадіани, що робить її точною на великих дальностях. XM301 важить 80,5 фунтів, що на третину легше ніж гармата Vulcan.  Боєкомплект гармати складає 500 набоїв і може бути перезаряджена у польових умовах за 15 хвилин. Турель дозволяє наводити гармату з кутами піднесення від +15° до -45° і ±120° за азимутом.  Вона може знаходитися у підвищенні +2° та за азимутом 180° для зменшення радіолокаційного виявлення.

## Розробка
Розробку XM301 було розпочато у 2001 як частину проекту RAH-66 Comanche.  На початку розробки у 1980-х, вертоліт Comanche тестувався з двостольною версією гармати M61 Vulcan, але її було оновлено до триствольної до того як General Dynamics занялися програмою у 2001.  На початкових етапах XM301 була відома як GE Vulcan II, покращена M197 Gatling gun.  General Dynamics працювала разом з Groupement Industriel des Armements Terrestres (GIAT) для розробки збройної системи для RAH-66, GIAT розробляли турель, а General Dynamics саму гармату. RAH-66 вперше піднявся у повітря у січні 1996 з непрацюючою версією XM301, хоча наступні польоти використовували робочу модель, а тестування розробки було розпочато у 1997 році.  General Dynamics і GIAT отримали контракт на виробництво 1217 збройних систем XM301 армії США, але фінансування RAH-66 було перерозподілено на оновлення існуючих вертольотів у лютому 2004.